# Ranunculus singularis
Ranunculus singularis är en ranunkelväxtart som först beskrevs av Fagerstr. och Kvist, och fick sitt nu gällande namn av S. Ericsson. Ranunculus singularis ingår i släktet ranunkler, och familjen ranunkelväxter. Inga underarter finns listade i Catalogue of Life.